# Dragutin Dimitrijević
Dragutin  Dimitrijevic szerb vezérkari ezredes (barátai hatalmas termete  miatt az egyiptomi bikaisten Ápisz után csak Ápisnak nevezték) fiatal tiszttársaival 1903-ban – még mint vezérkari százados – létrehozott  egy anarchista szervezetet, s 1903.  június 11-én éjszaka  Belgrádban kegyetlenül meggyilkolták Obrenović I. Sándor szerb királyt s feleségét, Draga Masint. A királyt 19 pisztolylövéssel és ugyanannyi kardcsapással, a királynét pedig 36 pisztolylövéssel és több mint 40 kardcsapással ölték meg, s a gyilkosság után meztelen holttestüket az emeletről kidobták a "Konak" (királyi palota) kertjébe.
Másnap a meggyilkolt királyhoz hű minisztereket és katonatiszteket ugyancsak megölték, s Karađorđević I. Pétert kiáltották ki királlyá, a miniszterelnök pedig Nikola Pašić lett. Az összeesküvők kapcsolatban voltak  az Orosz cári birodalommal, bizonyítja ezt az, hogy az addig Osztrák–Magyar Monarchiával fennálló barátságos szerb kapcsolat hamarosan ellenségessé változott, a cári Oroszországgal ugyanakkor Szerbia szoros barátságba került.
Ez  a  külpolitikában is megmutatkozott. Amikor a Monarchia 1908-ban megváltoztatta a megszállt Bosznia-Hercegovina birodalmon belüli státusát, – okkupálásról (megszállás) annektálásra (a birodalomhoz csatolás) – a tartományokra  igényt tartó  Szerbiában  a  Monarchia területi  épsége ellen  olyan  mérhetetlen  izgatás  indult, hogy a Monarchia  kénytelen  volt  Szerbiát  ultimátummal kötelezni  az izgatást  irányító  Narodna  Odbrana nevű társadalmi szervezet feloszlatására.  A  Szerb  királyság  a japán  háborútól  és az 1905.  évi  polgári  forradalomtól  legyöngült  Orosz  Birodalom  tanácsára az ultimátumban közölt feltételeket  ugyan  elfogadta,  de  az izgatás tovább folyt a Monarchia ellen.
A szerb tisztek  által szervezett anarchista összeesküvés, mely eddig Szerbiában a belpolitikai helyzetet kívánta megváltoztatni,  1911-ben – Egyesülés,  vagy halál! – néven "terrorszervezetté" változott, mert alapszabálya szerint  a  "terrorista tetteket"  előnyben részesítette az ideológiai propagandával szemben, s  most  már idegen országokban is tervezett  gyilkosságokat,  elsősorban  külföldi   uralkodók, magasabb rangú főtisztek,  kormányfők ellen. A szervezetet más néven  "Fekete Kéz"-nek (Černa Ruka) is  nevezték,  vezetője  a királygyilkos  Dragutin Dimitrijević – most már vezérkari ezredes – a  szerb  titkosszolgálat  vezetője  lett,  helyettesei  Vuković és a rókaképű  Tankosić őrnagy voltak.  A Fekete Kéz tagjai a szerb hadsereg tisztjei,  főképpen törzstisztek,  magas rangú  szerb  kormányhivatalnokok és az I. és II. Balkán-háború  véreskezű szerb  szabadcsapatainak katonái, – a komitácsik – voltak. Dragutin Dimitrijević szoros barátságban állt Artamanov ezredessel, az Orosz Birodalom belgrádi nagykövetségének katonai attaséjával.
A Fekete Kézzel  szemben állt a trónörökös – Sándor régens – és Pašić miniszterelnök  is, aki 1912-ben és 1913-ban – a két Balkán-háborúban – szerzett területeket igyekezett  pacifikálni, s nem szívesen  keveredett volna háborúba a Monarchiával.
A Fekete Kéz a meghódított területeken katonai közigazgatást, a Pašićhoz közelálló főbb  kormánytagok és  főtisztviselők  polgári  közigazgatást  kívántak  bevezetni, emiatt  a két szemben álló fél között  olyan  ellentét alakult  ki, hogy Pašić 1914. június 4-én kénytelen volt feloszlatni a szerb parlamentet, s augusztus 1-jére  választásokat kiírni. (Pasic és hívei azért nem akartak a meghódított területeken katonai közigazgatást, mert sok korrupciót követtek el a pacifikáció során, amit a Fekete Kéz jól ismert.)
A Monarchia Oskar Potiorek táborszernagy – Bosznia kormányzója javaslatára 1914  júniusában  a  szarajevói  és a raguzai  hadtest  részvételével  Boszniában  hadgyakorlatot  tervezett, amit  a Boszniában  lakó szerbek  provokációnak  tekintettek.  Mikor  megtudták,  hogy a tervezett  hadgyakorlaton  a Monarchia  trónörököse személyesen  vesz részt,  elhatározták, hogy a trónörökös ellen  merényletet fognak elkövetni.  Ehhez azonban  szükségük volt pisztolyokra és bombákra. Miután Boszniában ez nem állt rendelkezésükre, megkeresték Belgrádban tanuló, szarajevói középiskolákból kicsapott ismerőseiket, hogy szerezzenek fegyvereket a merénylet  végrehajtásához.  A  Belgrádban tanuló  boszniai  szerb  középiskolások, Gavrilo Princip, Trifko Grabež és Nedeljko Čabrinović nyomdász a Fekete Kéz egyik vezetőjéhez – Tankosić őrnagyhoz – fordult  fegyverekért,  aki  Dragutin  Dimitrijević  ezredessel  egyetértett a merénylet  végrehajtásával, s a  Kragujeváci  Arsenalból  két pisztolyt  és  négy kézigránátot adtak  a fiúknak  a merénylet végrehajtásához, s ellátták  őket ciánkálival is, hogy azt a merénylet végrehajtása után vegyék be, s így megbízóikat ne tudják elárulni. A bombák és pisztolyok kezelésére  pedig a Belgrád melletti topčideri katonai lőtéren a Fekete Kézhez tartozó Milan Ciganović, volt komitácsi  képezte ki őket. A fiúk aztán  május 18-án elindultak  Boszniába, illegálisan átkeltek a Drinán, s a fegyvereket eljuttatták  Szarajevóba.
A hadgyakorlatot Tarčin mellett – a szerb határtól mintegy 60 kilométerre – 1914. június 26–27-én a trónörökös részvételével a  Monarchia  két  hadteste megtartotta.  Másnap, június 28-án vasárnap, a szerbek szent Vitus napján  a trónörökös főherceg feleségével  együtt  belátogatott Szarajevóba, ahol délelőtt 10  óra tájban Čabrinović bombát dobott a főherceg gépkocsijára,  de az a gépkocsi  ponyvájáról lecsúszott, s a mögötte  menő  gépkocsi  alatt robbant  fel,  s több  embert  megsebesített.  Čabrinovićot  elfogták,  de mivel a ciánkáli nem hatott, élve került a rendőrök  kezére.  A  trónörökös  pedig  sértetlenül  érkezett a városházára,  ahol rövid ünnepség után  visszatértek  a  városközpontba.  A  gépkocsivezetőket  azonban  rosszul  tájékoztatták  a  megváltoztatott  útvonalról,  s a  trónörököst és feleségét  szállító  gépkocsi Potiorek utasítására éppen ott kezdett manőverezni, ahol Princip  állt egy  üzlet ajtaja mellett,  előlépett  s néhány lépésről  agyonlőtte a trónörököst és feleségét. A ciánkáli nála sem hatott.  Délelőtt  11  óra volt.
A  Monarchia  nyomozói  aztán  nagyon  könnyen feltárták a merénylet résztvevőinek személyét, s azt, hogy a  merényletet Szerbiában egy "terrorszervezet" irányította. A  Monarchia július 23-án egy 48 órán belül lejáró ultimátumot adott át Szerbiának, melyben a Szarajevóban  feltárt  adatok  alapján  megállapítható volt, hogy a  merényletet  Szerbiában szervezték  és irányították,  a  merénylők a fegyvereket  szerb  katonai  raktárból kapták,  ezért  követelte a  szerb  kormánytól, hogy a nyomozást  szerb  területen  folytassák  a Monarchia közegeinek  bevonásával.  A  szerb  trónörökös és Pašić is nagyon jól  tudta  (de  az antant  is),  hogy  a nyomozás  kétségtelenül  megállapítja,  hogy  a Fekete Kéz  tagjai, - tehát  szerb katonatisztek – a merénylet előkészítői,  ha pedig  ezt  megállapítják,  akkor  a tiszteket  felelősségre kell  vonni, esetleg ki kell adni a Monarchiának. Ez pedig  az  anarchiában  vergődő  Szerbiában  polgárháborúhoz vezetne, ami az országot megsemmisítené. Pašićnak  ugyan jól  jött volna  a Fekete Kéz  ily  módon történő felszámolása,  de a fenyegető  polgárháború  miatt  ezt  nem merte vállalni. A  diplomácia szemétdombjáról ekkor  elővették  azt, hogy  a Monarchia ezzel  a  követelésével  beavatkozik Szerbia  szuverenitásába,  ezért – az orosz cár  katonai  támogatást biztosító  távirata után – az ultimátumot  elutasították,  a Monarchia  pedig 1914. július 27-én este 6 órakor a diplomáciai  kapcsolatot  megszakította Szerbiával.  Miután pedig súlyos  sérelmének  orvoslására más módja nem maradt, másnap –  1914  július 28-án – hadat üzent a Szerb Királyságnak. Ezt  követték a központi hatalmak és antant  államok  egymást  követő  hadüzenetei,  amivel  kezdetét vette az első világháború. Az antant  hatalmai -  Oroszország,  Franciaország  és  Anglia - pedig  vállaltak egy világháborút egy  "terrorista" szervezetért,  s azt megtűrő  országért.
A  Központi  hatalmak  csapatai  aztán 1915 őszén tönkreverték a szerb seregeket,  az  ország  teljes területét elfoglalták, a szétvert szerb  seregek maradványai aztán Korfura és Görögországba menekültek.  A szerb trónörökös és Pašić ekkor  megtalálta a módját a Fekete Kézzel  történő  leszámolásnak,  a  szervezet vezetőit  a  menekülő  csapatokban  szétszórták,  Dragutin Dimitrijevic vezérkari ezredest  pedig egy koncepciós perben – a szerb trónörökös ellen elkövetett sikertelen  merénylet vádjával – halálra ítélték, s 1917. június 26-án két társával együtt Szalonikiben agyonlőtték.